# Державний секретар Міністерства оборони України
Державний секретар Міністерства оборони України — посада покликана забезпечити безперервність та спадковість державного управління та зменшити вплив політичних чинників на Міністерство, зокрема, з метою забезпечення діяльності Міноборони, стабільності й наступності в його роботі, організації поточної роботи, пов'язаної зі здійсненням повноважень міністерства.

## Законодавчі повноваження
Законодавчий статус Державного секретаря Міністерства оборони визначається пунктами 4 та 6 статі 10 Закону України «Про центральні органи виконавчої влади».
Державний секретар:
- організовує роботу апарату міністерства;
- забезпечує підготовку пропозицій щодо виконання завдань міністерства та подає їх на розгляд міністру;
- організовує та контролює виконання апаратом міністерства Конституції та законів України, актів Президента України, актів Кабінету Міністрів України, наказів міністерства та доручень міністра, його першого заступника та заступників, звітує про їх виконання;
- готує та подає міністру для затвердження плани роботи міністерства, звітує про їх виконання;
- забезпечує реалізацію державної політики стосовно державної таємниці, контроль за її збереженням в апараті міністерства;
- у межах своїх повноважень запитує та одержує в установленому порядку від державних органів, органів влади Автономної Республіки Крим, органів місцевого самоврядування, підприємств, установ, організацій в Україні та за її межами безоплатно інформацію, документи і матеріали, а від органів державної статистики — статистичну інформацію, необхідну для виконання покладених на міністерство завдань;
- за погодженням із центральним органом виконавчої влади, що забезпечує формування державної бюджетної політики, затверджує штатний розпис та кошторис міністерства;
- призначає на посади та звільняє з посад у порядку, передбаченому законодавством про державну службу, державних службовців апарату міністерства, присвоює їм ранги державних службовців, приймає рішення щодо їх заохочення та притягнення до дисциплінарної відповідальності;
- приймає на роботу та звільняє з роботи у порядку, передбаченому законодавством про працю, працівників апарату міністерства, приймає рішення щодо їх заохочення, притягнення до дисциплінарної відповідальності;
- призначає на посади керівників територіальних органів міністерства та їх заступників і звільняє їх з посад;
- погоджує у передбачених законом випадках призначення на посади та звільнення з посад керівників відповідних структурних підрозділів обласних, Київської та Севастопольської міських державних адміністрацій;
- призначає на посаду та звільняє з посади керівників підприємств, установ, організацій, що належать до сфери управління міністерства;
- притягує до дисциплінарної відповідальності керівників державних підприємств, установ, організацій, що належать до сфери управління відповідного міністерства;
- забезпечує в установленому порядку організацію підготовки, перепідготовки та підвищення кваліфікації державних службовців та інших працівників міністерства;
- представляє міністерство як юридичну особу в цивільно-правових відносинах;
- у межах повноважень, передбачених законом, дає обов'язкові для виконання державними службовцями та іншими працівниками міністерства доручення;
- з питань, що належать до його повноважень, видає накази організаційно-розпорядчого характеру та контролює їх виконання;
- вносить подання щодо представлення в установленому порядку державних службовців та інших працівників апарату міністерства, його територіальних органів до відзначення державними нагородами України.

## Історія
У 2002—2003 рр. посади заступників міністра в Міністерстві оборони України скасовувалися, замість них запроваджувалися посади державних секретарів міністерства та їх заступників.
Посаду було відновлено Постановою Кабінету Міністрів України № 730 від 19 жовтня 2016 р. «Про внесення змін до Положення про Міністерство оборони України»

## Державні секретарі
- Олійник Олександр Миколайович, Державний секретар Міністерства оборони України (25 січня 2002 р., № 69/2002 — 10 вересня 2003 р., № 1008/2003)
- Банних Віктор Іванович, Державний секретар Міністерства оборони України з питань міжнародного співробітництва (5 лютого 2002 р., № 102/2002 — помер 14 серпня 2003 р.)
- генерал-полковник Олександр Дублян (28 грудня 2016 р., № 1037-р — 11 грудня 2019 р., № 1243-р)[4][5][6]
- Говор Володимир Олександрович (11 грудня 2019 р., № 1248-р — 11 березня 2020 р., № 251-р)[7]
- Дублян Олександр Володимирович (11 березня 2020 р., № 251-р-р — 30 грудня 2021 р.)[8]
- Ващенко Костянтин Олександрович (19 січня 2022 р. — 18 вересня 2023 р.)[9][10][11]
- Дараган Людмила Віталіївна (22 вересня 2023 р. — 1 жовтня 2024 р.)[12] [13]
- Нікітенко Нікіта Сергійович, (т.в.о., 1 жовтня 2024 р. — по т.ч.)[14]
- Сопіга Іван Сергійович (з 15 квітня 2025 р. — по т.ч.)[15]

### Чинний Державний секретар
- Сопіга Іван Сергійович, (з 15 квітня 2025 року)

### Перший заступник державного секретаря
- Біжан Іван Васильович (20 березня 2002 р., № 274/2002 — 6 серпня 2003 р., № 815/2003)

### Заступники державного секретаря
- Ситник Володимир Степанович (7 травня 2002 р., № 433/2002 — 27 серпня 2003 р., № 925/2003)
- Васильєв Валерій Павлович (19 червня 2002 р., № 569/2002 — 13 листопада 2002 р., № 1016/2002)